# 古月 (餐廳)
古月（英語：Ancient Moon）是香港一家星馬菜的餐廳，總店位於香港北角。

## 成立背景
古月老闆馮禮濠自小喜愛煮食，在澳洲柏斯留學期間曾到餐館做兼職廚師，因不少同事均是新加坡籍，因而學懂烹調星馬菜，機緣巧合下獲老闆邀請到新加坡旅遊，順道品嘗當地風味。回港後決心開設餐廳，於是再到星馬嘗遍當地的食物，又到處尋找烹調方法，最後成功將當地烹調方法帶回香港。回港後遇到Fanny，當時兩人都希望改變工作環境，就一拍即合開店。
另一老闆Fanni以往任職設計，店內裝潢由她一手包辦。參考檳城3D畫技術，希望將當地開心的感覺帶給顧客。

## 特色
以星馬菜為主打，包括肉骨茶、拉茶等。在2016年，該餐廳首次被《米芝蓮指南香港澳門 2016》推介78 間食肆的其中之一。
2017年度至2020年度仍保持推介之中，成為連續6年米芝蓮必比登車胎人推介。

## 聘用聾人
該餐廳部份員工有聾人，亦有弱聽，他們都是透過聾人機構「龍耳」聘請。該餐廳聾人員工接受訪問時表示，希望人人平等，而老闆Fanni則表示聾人專注力較一般人為高。

## 外部連結
- 古月的Facebook專頁
- 龍耳電視訪問︰識飲識食手語行－「星」級品味 （页面存档备份，存于）